# Душан Козич
Душан Козич (на сръбски: Душан Козић) е политик от Република Сръбска, 3-ти министър-председател на Република Сръбска между 18 август 1994 и 16 октомври 1995 г., излъчен от Сръбската демократическа партия (СДП).

## Биография
Душан Козич е роден на 8 декември 1958 година в град Любине, Югославия.